# Forbidden Siren (film)
 Forbidden Siren (サイレン?, Sairen) è un film del 2006 diretto da Yukihiko Tsutsumi.
La pellicola, di genere horror, è l'adattamento cinematografico dell'omonimo videogioco.

## Trama
La famiglia Amamoto si trasferisce sull'isola di Yamajima nel tentativo di curare il piccolo Hideo, affetto da una grave malattia. Yuki, sua sorella, si è sempre presa cura di lui da quando la madre dei due è morta. Gli abitanti dell'isola appaiono subito molto freddi e sospettosi nei confronti dei nuovi arrivati e lo stesso luogo appare avvolto nel mistero. Si narra infatti che quando una sirena posta sulla sommità di un colle si mette a suonare, non bisogna assolutamente uscire di casa.
Yuki scopre a proprie spese quanto la leggenda sia fondata, imbattendosi in strani personaggi con gli occhi grondanti sangue e constatando che persino suo padre è cambiato da quando si è addentrato nella foresta di notte. Aggredita da questi misteriosi personaggi, Yuki proverà in tutti i modi a scappare dall'isola finché non scoprirà la verità sulla Sirena.